# Van Pur (producent piwa)
Van Pur S.A. – polska firma będąca właścicielem browarów w Rakszawie, Łomży, Zabrzu, Koszalinie, Jędrzejowie i Braniewie.

## Historia
Przedsiębiorstwo Van Pur powstało w 1995 roku jako Faxe Polska Sp. z o.o. W 2003 roku spółka zmieniła nazwę na Royal Unibrew Polska Sp. z o.o. Początkowo zajmowała się wyłącznie dystrybucją wyrobów duńskiego koncernu piwowarskiego Bryggerigruppen. W 2005 roku Royal Unibrew Polska zakupiła od spółki Browary Polskie Brok-Strzelec zakłady piwowarskie w: Koszalinie, Jędrzejowie i Rybniku oraz 48% udziałów w spółce Perła – Browary Lubelskie. Ponadto w 2007 roku nabyła Browar Łomża. Od tej pory rozpoczęła działalność wytwórczą samodzielnie.
W 2005 roku spółka sprzedała nieczynny browar w Rybniku pod budowę centrum handlowego Focus Park. W lutym 2009 roku w związku ze światowymi kłopotami koncernu Royal Unibrew firma postanowiła o zakończeniu produkcji w browarze w Koszalinie. Sprzedała go firmie Van Pur SA.
W grudniu 2010 roku koncern Royal Unibrew postanowił pozbyć się wszystkich udziałów w przedsiębiorstwie Royal Unibrew Polska i sprzedać je spółce Van Pur SA. W marcu 2011 roku transakcja została sfinalizowana. Akcje spółki Perła – Browary Lubelskie zostały jednak wyłączone z tej umowy i pozostały własnością Royal Unibrew.
W wyniku zmian właścicielskich firma przyjęła nazwę Browary Regionalne Łomża Sp. z o.o. Od 2011 roku zarządzała zakładami piwowarskimi w Jędrzejowie i w Łomży. W 2013 roku w związku z restrukturyzacją w holdingu przyjęła nazwę Van Pur Sp. z o.o.. Jednocześnie przejęła w zarząd zakłady piwowarskie w Koszalinie, Rakszawie i Zabrzu.
Znaczącą część produkcji stanowią tzw. marki własne (ang. private label), które przedsiębiorstwo produkuje na zamówienie dla sieci handlowych.